# Eritrea op de Olympische Zomerspelen 2016
Eritrea nam deel aan de Olympische Zomerspelen 2016 in Rio de Janeiro, Brazilië. De olympische ploeg, vrijwel geheel actief in de atletiek, bestond uit twaalf atleten en evenaarde daarmee het recordaantal van vier jaar eerder. Een vrijwilliger droeg de Eritrese vlag tijdens de openingsceremonie; reserve-atleet Tsegay Tuemay deed dat tijdens de sluitingsceremonie.

## Deelnemers en resultaten
(m) = mannen, (v) = vrouwen 

### Atletiek
| Olympiër              | Discipline             | Resultaat | Prestatie                                          |
| --------------------- | ---------------------- | --------- | -------------------------------------------------- |
| Abrar Osman Adem      | 5000m (m)              | 10e       | serie 2: 8ste in 13.22,56 finale: 10de in 13.09,56 |
| Hiskel Tewelde        | 5000m (m)              | 24e       | serie 2: 15de in 13.30,23                          |
| Aron Kifle            | 5000m (m)              | 23e       | serie 1: 8ste in 13.29,45                          |
| Goitom Kifle          | 10000m (m)             | 24e       | 28.15,99                                           |
| Zersenay Tadese       | 10000m (m)             | 8e        | 27.23,86                                           |
| Nguse Tesfaldet       | 10000m (m)             | 9e        | 27.30,79                                           |
| Yemane Haileselassie  | 3000m steeplechase (m) | 12e       | serie 2: 4de in 8.26,72 finale: 12de in 8.40,68    |
| Tewelde Estifanos     | marathon (m)           | 60e       | 2:19:12                                            |
| Ghirmay Ghebreslassie | marathon (m)           | 4e        | 2:11:04                                            |
| Amanuel Mesel         | marathon (m)           | 21e       | 2:14:37                                            |
|                       |                        |           |                                                    |
| Nebiat Habtemariam    | marathon (v)           | 80e       | 2:45:21                                            |

### Wielersport
| Olympiër             | Discipline       | Resultaat | Prestatie |
| -------------------- | ---------------- | --------- | --------- |
| Daniel Teklehaimanot | wegwedstrijd (m) | 43e       | 6:29:25   |